# 添柏岚

Timberland台北西門町門市

Timberland（台灣常譯為「天柏嵐」或「踢不爛」）是一家源自美國的新罕布夏州的全球知名戶外休閒品牌，成立於1973年，以推出世界第一款防水皮靴聞名。Timberland的產品線涵蓋鞋類、服飾及配件，品牌以耐用、創新與經典設計為核心價值，並以經典黃靴成為全球鞋靴文化的代表之一。
Timberland 是威富公司 (VF Corporation) 旗下品牌，總部位於美國新罕布夏州斯特拉坦，並在瑞士斯塔比奧和中國上海設有國際辦公室。在台灣市場，Timberland由台灣威富品牌有限公司負責經營，專注於Timberland品牌的銷售與推廣。自品牌進入台灣以來，積極發展實體與數位通路，並導入會員經營與數據分析，建立穩固的消費者基礎，會員人數累積超過百萬。
Timberland重視企業社會責任與永續發展，於2008年推出「EarthKeepers地球守護者」計畫，積極推動環保理念，並將永續材料與綠色設計導入產品與門市經營。品牌鼓勵員工參與社區服務，並每年提供有薪志工服務時數，展現對社會的承諾。

## 品牌大事記
- 1955年，內森·斯沃茨（Nathan Swartz）取得阿賓頓鞋業公司（Abington Shoe Company）完整控制權，並將公司遷至新英格蘭[7]。
- 1973年，推出第一雙原創8吋黃靴，採用射出成型防水技術，成為品牌經典產品[7]。
- 1976年，經典6吋黃靴問世，進一步鞏固品牌形象[7]。
- 1978年，推出結合手工縫製皮革鞋面與黃靴橡膠大底的三孔帆船鞋，成為品牌的另一款經典產品[7]。
- 1997年，首度響應世界地球日，啟動品牌永續發展與環保行動[7]。
- 2008年，推出「EarthKeepers地球守護者」系列，積極導入環保與再生材料[7]
- 2010年，共同創立氣候行動組織，推動城市綠化與社區服務，並啟動「服務之路」（Path of Service™）志工計畫[7]。
- 2011年，Timberland被VF Corporation（威富集團）收購，成為其旗下品牌[7]
- 2023年，東京設計系列（Tokyo Design Collective, TDC）於品牌50週年推出，首發「+81 3」日本限定系列，融合日美工藝與潮流[8]。同年，Motion戶外鞋系列正式登場，主打健走與戶外機能鞋履，採用TimberDry™防水膜、TimberCush™舒適系統與TimberGrip™抓地外底等機能[9][10]。
- 2025年，Motion系列持續擴展，推出多款新配色與機能鞋型，強化台灣戶外與日常市場[9]。

## 品牌經典商品

### Timberland® Premium經典防水6吋靴(經典黃靴)
Timberland經典黃靴誕生於1973年，是品牌最具代表性的產品。黃靴原本為新英格蘭區工人設計，兼具舒適與功能性，它採用接縫處密封結構、Timberland® 優質皮革和 400 克 PrimaLoft® 隔熱保暖材質，並配備抗疲勞鞋墊和提供足弓支撐的鋼質鞋骨。90年代起，黃靴成為紐約嘻哈文化象徵，廣受明星如Jay-Z、Rihanna等青睞，並逐漸風靡全球街頭時尚。品牌持續推出多種合作款與限量版本，保持經典款的時尚地位。商品型號為10061713(男款)與10361713(女款)。

### 經典手工縫製帆船鞋
Timberland帆船鞋首次推出於1978年，靈感來自1930年代為水手設計的防滑橡膠底鞋。品牌將經典黃靴的橡膠鞋底與手工縫製鞋面結合，創造出三孔帆船鞋，兼具耐用性與舒適性。帆船鞋設計適合日常休閒及半正式場合，並因其經典外型與實用功能，成為時尚與戶外活動的常備鞋款。Timberland提供多種款式，包括三孔與兩孔版本，分別搭配不同鞋底，滿足不同需求。帆船鞋的商品型號為30003214(男款三孔棕色)、50009648(男款三孔酒紅色)與51304214(女款三孔棕色)。

### EURO HIKER健行靴
Euro Hiker最早於1988年問世，是Timberland經典的中筒健行靴之一，專為輕量登山與戶外探險設計。此款靴子以舒適著稱，配備鋼質鞋骨，提供足弓支撐與穩定性，內裡由包含 50% 再生 PET 塑膠 ReBOTL™織物製成，符合品牌永續理念。橡膠鞋底具備良好抓地力，適合多種地形，且整體重量輕盈，方便長時間穿著。Euro Hiker兼具戶外功能與時尚外觀，適合登山及城市穿搭。商品型號為95100214(男款)與8364B214(女款)。

## 文化影響

### 美國嘻哈文化
Timberland自1973年推出經典黃靴以來，對歐美及亞洲文化產生了深遠影響。品牌最初以新英格蘭藍領工作者為形象，迅速被美國都市年輕族群及非裔社區所接受，特別是在1980至1990年代，成為紐約嘻哈文化的重要象徵。眾多嘻哈歌手如Wu-Tang Clan、Nas、2Pac等在音樂作品與公開場合穿著Timberland，將其塑造成街頭時尚與身份認同的標誌。
Timberland黃靴與寬鬆T恤、牛仔褲、連帽外套等組成的街頭造型，成為一代嘻哈青年認同與自信的象徵。儘管品牌早期對嘻哈社群採取較為保守的態度，並未主動與饒舌歌手合作，但隨著黃靴在街頭的流行，Timberland最終也開始擁抱嘻哈文化，與New Era、Supreme、Stussy等潮流品牌及Drake、Nas等藝人推出聯名款式。
Timberland黃靴不僅見證並推動了嘻哈文化的黃金時代，更成為全球街頭時尚的經典單品，影響力延續至今。

### 歐洲青年文化
在歐洲，Timberland於1980年代進入義大利市場後，成為米蘭Paninaro青年次文化的代表性單品。Paninaro族群以追求美式休閒與高端品牌著稱，Timberland黃靴與Armani牛仔褲、Moncler羽絨外套並列為經典穿搭，象徵富裕與國際化的生活態度。這一風潮自米蘭擴展至羅馬、波隆那等城市，並影響歐洲其他地區的青年文化。

### 日本潮流文化
在日本，Timberland自1990年代進入東京原宿地區後，迅速成為表達自由、個體性及東西方時尚融合的象徵。Timberland黃靴在原宿不僅是街頭時尚的代表，更成為日本年輕世代追求自我風格的標誌。品牌積極與日本設計師及時尚品牌合作，如nonnative、Engineered Garments等，透過聯名企劃將日式美學、匠心工藝與Timberland經典元素結合，推出多款限定鞋款與服飾，進一步鞏固其在日本潮流圈的地位。此外，Timberland於2020年代推出「Timberland by Tokyo Design Collective」等日本高端支線，融合美式工裝傳統與日本精湛剪裁，展現東京街頭文化的現代詮釋，並將這股影響力擴展至亞洲其他地區。
Timberland透過與音樂、街頭文化及設計師的跨界合作，強化其在歐美及亞洲的品牌形象，並持續以創新設計與永續理念，成為全球跨文化時尚與生活方式的象徵。

### 韓國KPOP文化
Timberland經典黃靴在K-pop圈內受到多位知名藝人的青睞，成為韓國流行時尚的重要元素。BTS成員Jungkook在團體早期的多場舞蹈練習及公開場合經常穿著Timberland黃靴，其標誌性造型成為粉絲模仿對象，並多次被媒體與社群討論。除了Jungkook外，BTS其他成員如RM也曾在私服或舞台造型中選擇Timberland靴款。BLACKPINK、NewJeans、TWICE等團體成員亦曾在MV或公開造型中搭配Timberland，展現街頭時尚風格。這些K-pop藝人透過舞台、音樂錄影帶及社群媒體曝光Timberland單品，進一步強化品牌在韓國年輕族群與全球粉絲間的時尚象徵地位。

## 志工活動
Timberland在台灣及全球均積極推動志工服務，將企業社會責任與品牌核心價值「地球守護者（Earthkeepers）」深度結合。Timberland全球啟動的「Path of Service™」計畫，為員工提供每年40小時的有薪志工假，鼓勵投入環境保護與社區服務，累積志工時數超過百萬小時。
Timberland台灣自2012年起擴大志工服務範圍，除員工外，更邀請會員及消費者共同參與，形成熱情的志工社群。2017年，台灣員工及會員合計服務時數達9,104小時，展現高度參與熱忱。台灣志工活動多元，涵蓋自然生態保育、社區關懷及環境教育等面向。
Timberland台灣每年舉辦多場志工服務行動，結合會員社群與公益團體，如人安基金會、安德烈慈善協會、心路基金會等，推動二手衣回收義賣及社區扶助，深化品牌社會責任。志工服務不僅增強員工凝聚力，也促進消費者對品牌的認同與參與感。2024年開始，台灣Timberland將志工活動正名為「TEAM TIMBS踢不爛小隊」社群戶外體驗計畫，定期召集品牌會員，進行志工小隊、手作小隊和健行小隊等志工服務與戶外體驗活動。

## 外部連結
- （英文）美國官方網站 （页面存档备份，存于）
- （英文）英國電子購物網站 （页面存档备份，存于）
- （中文）台灣timberland網站 （页面存档备份，存于）
- （中文）中国大陆timberland網站 （页面存档备份，存于）